# Пресерє-при-Радомлях
Пресерє-при-Радомлях (словен. Preserje pri Radomljah) — поселення в общині Домжале, Осреднєсловенський регіон, Словенія. 
Висота над рівнем моря: 321,8 м.